# Alejandro Reyero
Alejandro Reyero y Breva (Castellón de la Plana, 1844-Albaida, 1915) fue un militar español.

## Biografía
Nació en Castellón el 7 o 9 de junio de 1844. Tras cursar sus primeros estudios, ingresó como caballero cadete en la Academia de Artillería de Segovia el 12 de septiembre de 1861 y ascendió a alférez alumno en 1864. Terminados los estudios reglamentarios fue promovido a teniente el 30 de junio de 1866, en cuyo año ocurrieron los sucesos del 22 de junio, de los cuales se apartó, negándose a ponerse al frente de los insurrectos, lo cual le puso en grave riesgo de perder su vida.
Sirvió en el segundo regimiento de Artillería a pie y en el quinto regimiento de Artillería montada, desempeñando en ambos el destino de ayudante. Obtuvo la cruz de primera clase del Mérito Militar y el grado de capitán, pero solicitó la licencia absoluta en el Ejército el mismo día que se proclamó la Primera República en Madrid, debido a la llamada cuestión de Hidalgo, que hizo que se disolviera el cuerpo de Artillería.
En septiembre de 1873 Reyero ingresó en el Ejército carlista del Norte. Se batió en la acción de Puente-la-Reina y en la batalla de Montejurra, con cuya medalla fue agraciado y por cuyo combate fue ascendido a comandante. Hizo que la batería de montaña cuyo mando le confirió el general Ollo, se distinguiese en cuantos hechos de armas hubo de tomar parte. Asistió a la acción de Velabieta y a todas las operaciones que tuvieron lugar en febrero, marzo y abril de 1874, con motivo del sitio de Bilbao, obteniendo por las batallas de Somorrostro y de San Pedro Abanto el empleo de teniente coronel y la medalla de Vizcaya. Se batió nuevamente en la batalla de Abárzuza o Monte-Muru, en las acciones de Biurrun y de Monte San Juan, en el sitio de Irún, en las operaciones de las líneas de Oria y del Carrascal, en la batalla de Lácar y en varios cañoneos de Guipúzcoa y Navarra, ganando la placa roja de la Real Orden del Mérito Militar y la Medalla de Plata de Carlos VII.
En las «gloriosas jornadas de Lumbier», calificadas como tales por los carlistas, conquistó el empleo de coronel; pero resultó tan gravemente herido, que no pudo ya tomar la activa parte que hubiera deseado en las últimas operaciones de la guerra, al concluirse la cual emigró a Francia.

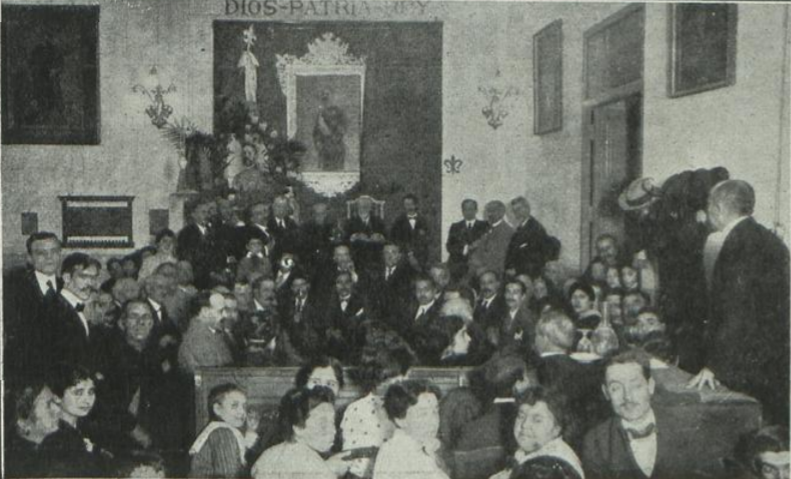
Velada en honor a Alejandro Reyero algunos meses después de su muerte en el Círculo tradicionalista de Valencia (1916).

El diario valenciano Las Provincias describió de este modo su heroísmo en la campaña:

En la batalla de Montejurra sacó a Reyero a brazo una pierna abandonada, con la ayuda tan solo de dos oficiales y dos soldados. En Ramales, una bala de fusil le llevó la hombrera y parte de la bocamanga de la levita, cuando estaba examinando los disparos que hacía su batería, y ni siquiera se quitó los anteojos para reconocer si estaba herido; en Lumbier recibió impasible un terrible balazo, sin dar la menor señal de dolor.

Regresó a España en 1877 y se estableció en Valencia, donde montó una academia de matemáticas, en compañía de Joaquín Llorens, y desempeñó el cargo de delegado de Carlos VII en toda la región valenciana. Participó en la conspiración carlista de 1899. Fue agraciado por Don Carlos con la faja de General de Brigada. Falleció en Albaida (Valencia) el 6 de abril de 1915. Su entierro fue muy concurrido.